# Élections législatives de 1973 dans le Gers
Les élections législatives françaises de 1973 se déroulent les 4 et 11 mars 1973.
Dans le département du Gers, deux députés sont à élire dans le cadre de deux circonscriptions.

## Élus
| Circonscription | Député sortant        | Parti | Parti | Député élu ou réélu   | Parti | Parti |
| --------------- | --------------------- | ----- | ----- | --------------------- | ----- | ----- |
| 1re             | Paul Vignaux          |       | PS    | Jean Laborde          |       | PS    |
| 2e              | Pierre de Montesquiou |       | CR    | Pierre de Montesquiou |       | CDP   |

## Résultats

### Résultats à l'échelle du département
| Parti                 | Parti                             | Premier tour | Premier tour | Second tour | Second tour | Sièges |
| Parti                 | Parti                             | Voix         | %            | Voix        | %           | Sièges |
| --------------------- | --------------------------------- | ------------ | ------------ | ----------- | ----------- | ------ |
|                       | Centre démocratie et progrès      | 21 423       | 23,19        | 23 996      | 24,59       | 1      |
|                       | Union des républicains de progrès | 19 794       | 21,43        | 25 472      | 26,10       | 0      |
|                       | Divers droite (gaulliste)         | 2 211        | 2,39         |             |             | 0      |
|                       | Union des républicains de progrès | 43 428       | 47,02        | 49 468      | 50,69       | 1      |
|                       |                                   |              |              |             |             |        |
|                       | Parti socialiste                  | 28 264       | 30,60        | 48 114      | 49,31       | 1      |
|                       | Parti communiste français         | 15 153       | 16,41        | Retrait     | Retrait     | 0      |
|                       | Union de la gauche                | 43 417       | 47,00        | 48 114      | 49,31       | 1      |
|                       |                                   |              |              |             |             |        |
|                       | Mouvement réformateur             | 4 667        | 5,05         |             |             | 0      |
|                       | Divers                            | 855          | 0,93         | 0           |             |        |
|                       |                                   |              |              |             |             |        |
| Inscrits              | Inscrits                          | 117 716      | 100,00       | 117 696     | 100,00      | 2      |
| Abstentions           | Abstentions                       | 23 035       | 19,57        | 18 481      | 15,7        |        |
| Votants               | Votants                           | 94 681       | 80,43        | 99 215      | 84,3        |        |
| Blancs et nuls        | Blancs et nuls                    | 2 314        | 2,44         | 1 633       | 1,65        |        |
| Exprimés              | Exprimés                          | 92 367       | 97,56        | 97 582      | 98,35       |        |
| Source : Data.gouv.fr |                                   |              |              |             |             |        |

### Résultats par circonscription

#### Première circonscription (Auch)
| Candidat       | Candidat         | Parti          | Premier tour | Premier tour | Second tour | Second tour |  |
| Candidat       | Candidat         | Parti          | Voix         | %            | Voix        | %           |  |
| -------------- | ---------------- | -------------- | ------------ | ------------ | ----------- | ----------- |  |
|                | Jean Dours       | URP            | 19 794       | 40,91        | 25 472      | 49,06       |  |
|                | Jean Laborde élu | PS (UGSD)      | 16 198       | 33,48        | 26 448      | 50,94       |  |
|                | Joseph Lamothe   | PCF            | 7 851        | 16,23        | Retrait     | Retrait     |  |
|                | Charles Gauthier | CD (MR)        | 3 312        | 6,84         |             |             |  |
|                | Gilbert Mozas    | Divers droite  | 1 232        | 2,55         |             |             |  |
|                |                  |                |              |              |             |             |  |
| Inscrits       | Inscrits         | Inscrits       | 61 479       | 100,00       | 61 472      | 100,00      |  |
| Abstentions    | Abstentions      | Abstentions    | 12 104       | 19,69        | 8 713       | 14,17       |  |
| Votants        | Votants          | Votants        | 49 375       | 80,31        | 52 759      | 85,83       |  |
| Blancs et nuls | Blancs et nuls   | Blancs et nuls | 988          | 2            | 839         | 1,59        |  |
| Exprimés       | Exprimés         | Exprimés       | 48 387       | 98           | 51 920      | 98,41       |  |

#### Deuxième circonscription (Condom)
| Candidat       | Candidat                            | Parti          | Premier tour | Premier tour | Second tour | Second tour |  |
| Candidat       | Candidat                            | Parti          | Voix         | %            | Voix        | %           |  |
| -------------- | ----------------------------------- | -------------- | ------------ | ------------ | ----------- | ----------- |  |
|                | Pierre de Montesquiou sortant réélu | CDP (URP)      | 21 423       | 48,71        | 23 996      | 52,55       |  |
|                | André Cellard                       | PS (UGSD)      | 12 066       | 27,44        | 21 666      | 47,45       |  |
|                | Augustin Pujol                      | PCF            | 7 302        | 16,6         | Retrait     | Retrait     |  |
|                | Marc Duffau-Lacoste                 | Rad (MR)       | 1 355        | 3,08         |             |             |  |
|                | Marcel Marchadier                   | Divers droite  | 979          | 2,23         |             |             |  |
|                | Giselle Guirette                    | Divers         | 855          | 1,94         |             |             |  |
|                |                                     |                |              |              |             |             |  |
| Inscrits       | Inscrits                            | Inscrits       | 56 237       | 100,00       | 56 224      | 100,00      |  |
| Abstentions    | Abstentions                         | Abstentions    | 10 931       | 19,44        | 9 768       | 17,37       |  |
| Votants        | Votants                             | Votants        | 45 306       | 80,56        | 46 456      | 82,63       |  |
| Blancs et nuls | Blancs et nuls                      | Blancs et nuls | 1 326        | 2,93         | 794         | 1,71        |  |
| Exprimés       | Exprimés                            | Exprimés       | 43 980       | 97,07        | 45 662      | 98,29       |  |